# Бринцева Марія Олександрівна
Марія Олександрівна Бри́нцева (нар. 6 (19) грудня 1906, Отузи — 28 червня 1985, Феодосія) — новатор сільськогосподарського виробництва, бригадир виноградарів радгоспу-заводу «Коктебель» Судацького району Кримської області. Двічі Герой Соціалістичної Праці (24.06.1949, 26.02.1958). Депутат Верховної Ради СРСР 4—8-го скликань.

## Біографія
Народилася 6 (19 грудня) 1906 року в селі Отузи (нині смт Щебетовка Автономної Республіки Крим, підпорядковане Феодосійській міськраді). Освіта початкова.
Трудову діяльність розпочала наймичкою. У 1925 році вступила до колгоспу села Отузи Кримської АРСР.
Впродовж 1931—1941 років працювала робітницею на виноградниках радгоспу «Судак» Кримської АРСР, від 1944 року — в радгоспі «Коктебель» (Феодосія). Від 1945 року — ланкова цього господарства, від 1959 року — бригадир виноградарської бригади винрадгоспу «Коктебель». Член КПРС з 1957 року.
У 1947 році ланка Бринцевої отримала врожай винограду по 107,8, у 1948 році — за 114,3, у 1950 році — по 148,9, у 1951 році — по 171,5, у 1957 році — по 157 центнерів з гектару. За період 1965—1967 років бригада отримувала по 140—160 ц/га. Ініціатор застосування передових методів організації праці, виробничих процесів. 
Була делегатом XXIII-го з'їзду КПРС. Автор книги «Как мы добились высоких урожаев винограда», Москва, 1954.
Померла 28 червня 1985 року у Феодосії.

## Нагороди, пам'ять
Нагороджена чотирма орденами Леніна (24.06.1949, 23.07.1951, 23.08.1952, 8.12.1973), орденом Жовтневої Революції (26.04.1971), двома орденами Трудового Червоного Прапора (30.04.1966, 17.03.1981), медалями. Почесний громадянин міста Феодосії (1966).
В смт Щебетовці встановлено бронзове погруддя Марії Бринцевої.